# Kisgyörgy Zoltán (gyógyszerész)
Kisgyörgy Zoltán (Nagyajta, 1929. március 31. –) romániai magyar gyógyszerész, docens, gyógynövénykutató.

## Életútja
Középiskoláit a sepsiszentgyörgyi Székely Mikó Kollégiumban (1948), egyetemi tanulmányait a Bolyai Tudományegyetemen végezte (1953), a biológiai tudományok doktora (1971). Pályáját a Marosvásárhelyi Orvosi és Gyógyszerészeti Egyetemen (OGYI) tanársegédként kezdte, 1975-től adjunktus, a gyógyszerészeti növénytan magyar nyelvű oktatója, 1986-tól az OGYI tudományos kutatójaként, majd docensként működött.

## Munkássága
A gyógynövények lelőhelyeinek (Csík, Háromszék, Barcaság, Fogarasi-medence, Szatmár és részben Beszterce-Naszód) mennyiségi viszonyairól, valamint a hatóanyag és a növényi test belső szerkezetének összefüggéséről több közleményben számolt be szakfolyóiratokban (Orvosi Szemle, Revista Medicală, Farmacia, Comunicări de Botanică, Comunicările Academiei RSR, Note Botanice, Industria Alimentară-Produse Vegetale, Die Pharmazie, Acta Pharmaceutica Hungarica). Közleményei több gyűjteményes kötetben szerepeltek, így a Plante medicale din flora spontană a Bazinului Ciuc (Csíkszereda, 1968), a Kovászna megye gyógynövényei (Sepsiszentgyörgy, 1973), a Hargita megye gyógy- és fűszernövényei (Marosvásárhely, 1980) című munkákban, valamint a Congresul Național de Farmacie sorozat köteteiben (1958–79).

## Társasági tagság
- Erdélyi Magyar Közművelődési Egyesület (EMKE)
- Romániai Sejtbiológiai Társaság

## Munkái
- A gyógyszernövények felismeréséről (román nyelvű kőnyomatos jegyzet, Marosvásárhely, 1965)
- Gyógyszerészeti növénytan: sejttan és szövettan (kőnyomatos jegyzet, Marosvásárhely, 1979)
- Gyógyszerészeti növénytan: organográfia (kézirat, Marosvásárhely, 1986)